# A Voz da Serra
A Voz da Serra é um jornal de notícias brasileiro, fundado em 7 de abril de 1945 e com sede no município de Nova Friburgo, na região serrana do Estado do Rio de Janeiro. A publicação circula de terça-feira a sábado e já ultrapassou a marca de nove mil edições ininterruptas, sendo considerado o terceiro jornal mais antigo em atividade no interior do Rio de Janeiro. O periódico é líder de mercado na região.
Quando surgiu, Nova Friburgo passou a ter três jornais, cada um de uma corrente partidária: um udenista, um pessedista e outro petebista; respectivamente A Paz; A Voz da Serra e O Nova Friburgo.